# Герб Чувашской Республики
Герб Чува́шской Респу́блики (чув. Чӑваш Республикин гербӗ) — один из государственных символов Чувашской Республики — Чувашии.
Современный герб утверждён Постановлением Верховного Совета Чувашской Республики от 29 апреля 1992 года. Автором герба является Э. М. Юрьев. Зарегистрирован за № 207 в Государственном геральдическом регистре Российской Федерации.

## Порядок использования
По инициативе Главы Чувашской Республики Михаила Игнатьева принят Закон Чувашской Республики от 25 ноября 2019 г. № 78 «О внесении изменения в статью 9 Закона Чувашской Республики «О государственных символах Чувашской Республики». В соответствии с ним возможно использование герба и флага Чувашской Республики (их изображений), в том числе на массовых публичных мероприятиях (спортивные соревнования, культурные мероприятия и другие), либо их использование в производстве сувенирной и иной продукции. Использование допускается только если данные действия не являются надругательством над гербом и флагом.

## Описание
Государственный герб Чувашской Республики представляет собой окаймлённый вырезной геральдический щит, поделённый на жёлтое вверху и пурпуровое (сандалово-красное, не путать с пурпурным) внизу поля. В гербовом поле расположена только одна гербовая фигура — красный символ мирового дерева, являющийся одним из элементов чувашского орнамента.
Щит увенчан другим элементом чувашского орнамента — золотой, окаймлённой красной эмблемой «Три солнца», состоящей из трёх восьмиконечных звёзд (Принято говорить, что они означают чув. «Эпир пулнӑ, пур, пулатпӑр!» — «Мы были, есть и будем!»). Снизу щит обрамлён красной лентой с надписью золотыми буквами «Чӑваш Республики — Чувашская Республика», завершающейся стилизованным изображением золотых листьев и шишек хмеля, символизирующих традиционный чувашский обрядовый и праздничный напиток — пиво, которое чуваши издревле варят в домашних условиях.

### Цвета
| Название | Цвет | CMYK           | Pantone | RGB          | HEX     |
| --- | ---- | -------------- | ------- | ------------ | ------- |
| Пурпуровый (сандалово-красный)                                                                                     |      | 8, 92, 100, 33 | 484 CP  | 162, 138, 11 | #A2260B |
| Жёлтый (золотой)                                                                                                   |      | 0, 9, 100, 0   | 109 CP  | 255, 223, 0  | #FFDE00 |
| Примечание - Конкретные цвета в государственных документах не указываются, данные цвета взяты из брендбука Чувашии |      |                |         |              |         |

Геральдически соответствующими тинктурами герба являются червлень и золото.

## История

### Царская эпоха
Одним из титулов Ивана III был «князь Болгарский». Упоминание о Болгарской земле присутствует в царском титуле с 1490 года. Имеется в виду Волжская Булгария.
Иван Божией милостию государь всеа Руси и великий князь Владимирский, и Московский, и Новгородский, и Псковский, и Тверской, и Югорский, и Пръмскы, и Болъгарский и иных

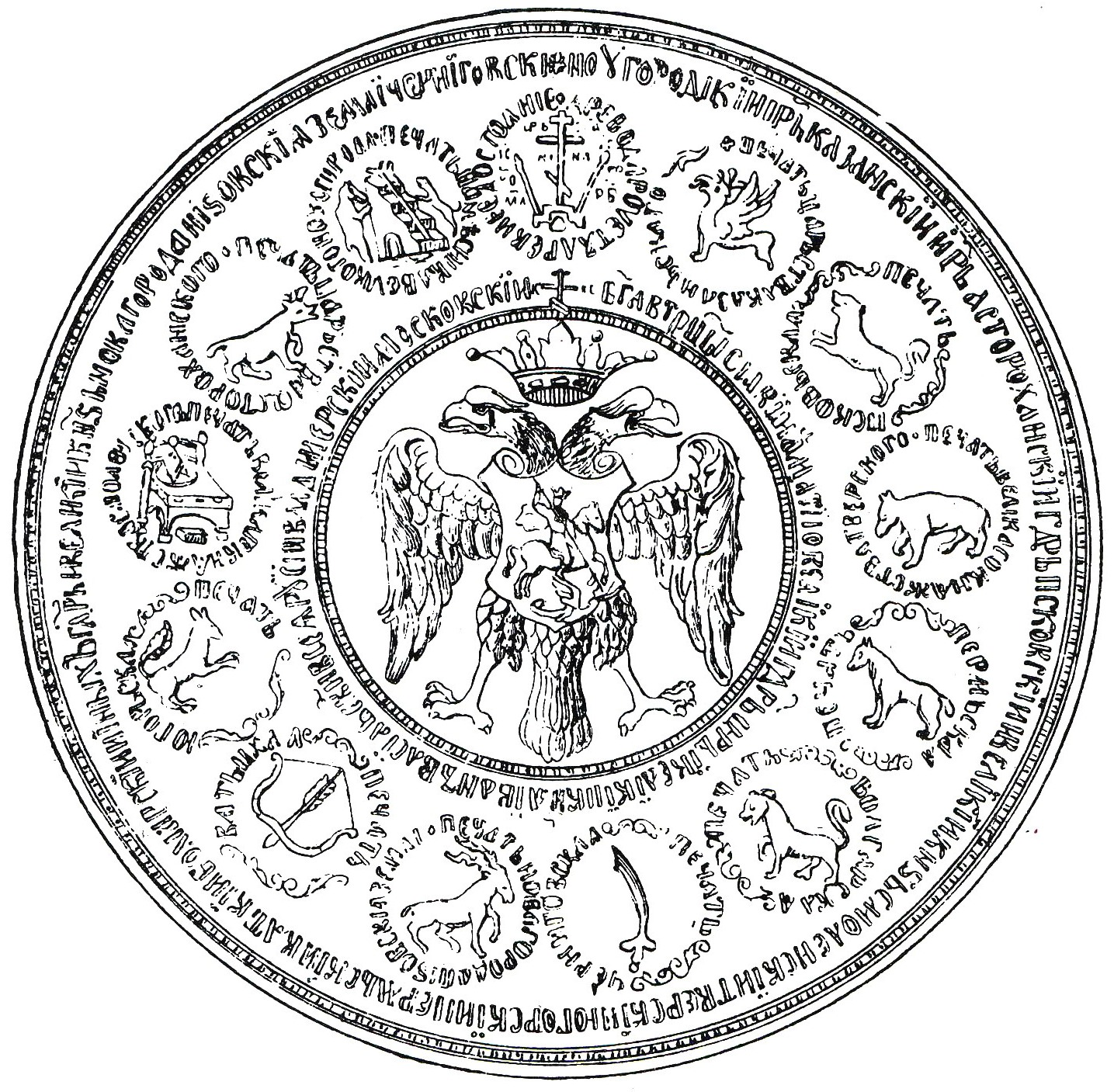
Большая печать Иоанна IV Васильевича (XVI век). Печать Болгарская внизу справа.
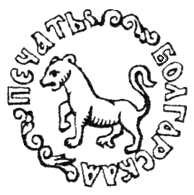
Печать Болгарская, 1490 года.
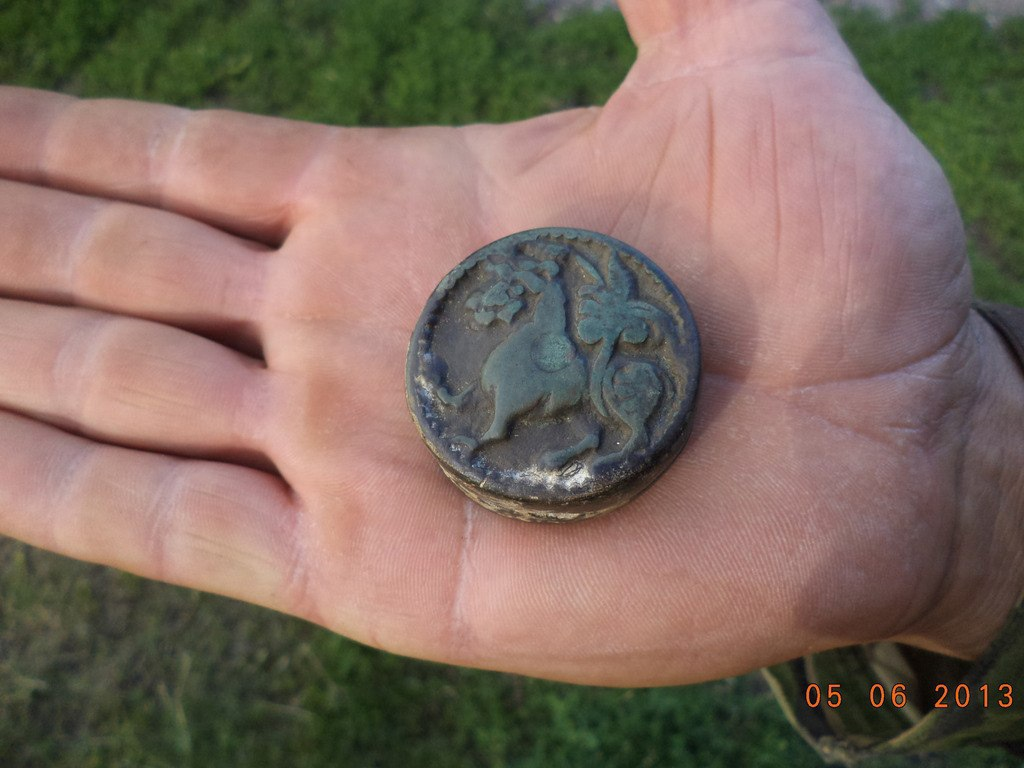
Печать Волжских булгар, археологическая находка.
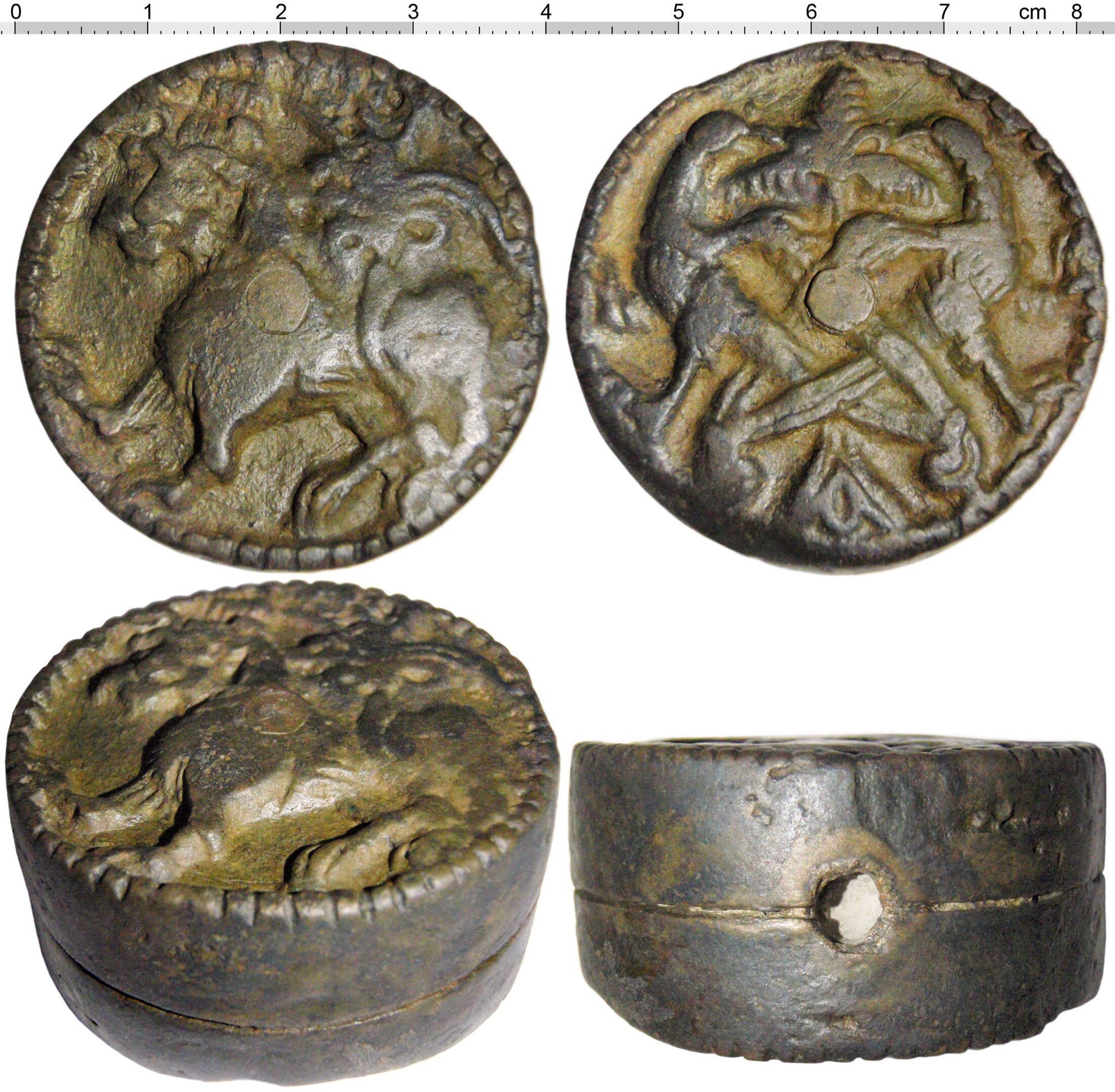
Печать Волжских булгар, археологическая находка, на обратной стороне герб Сувар с тамгой А.
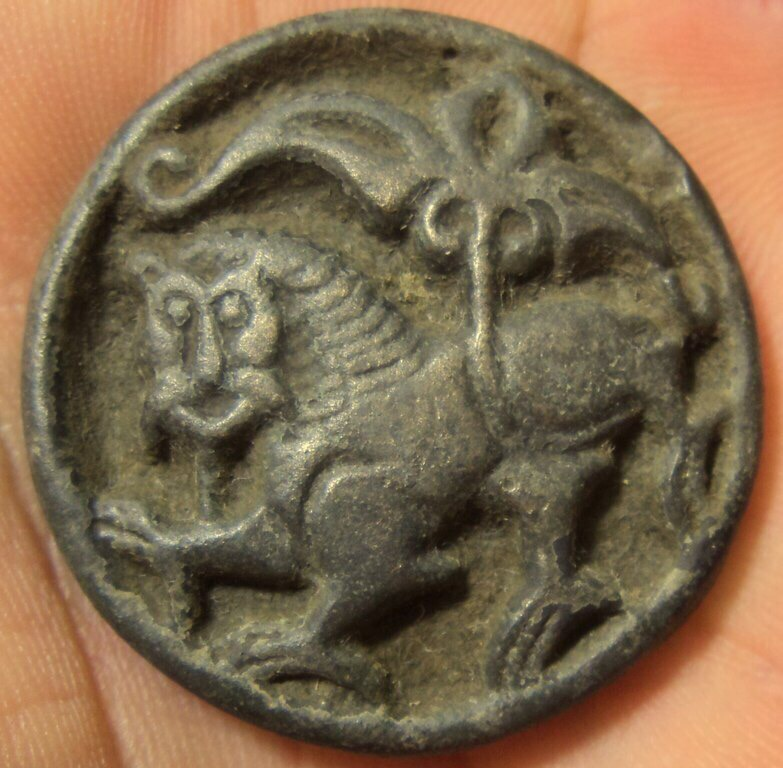
Печать Волжских булгар, археологическая находка. Шагающий лев.
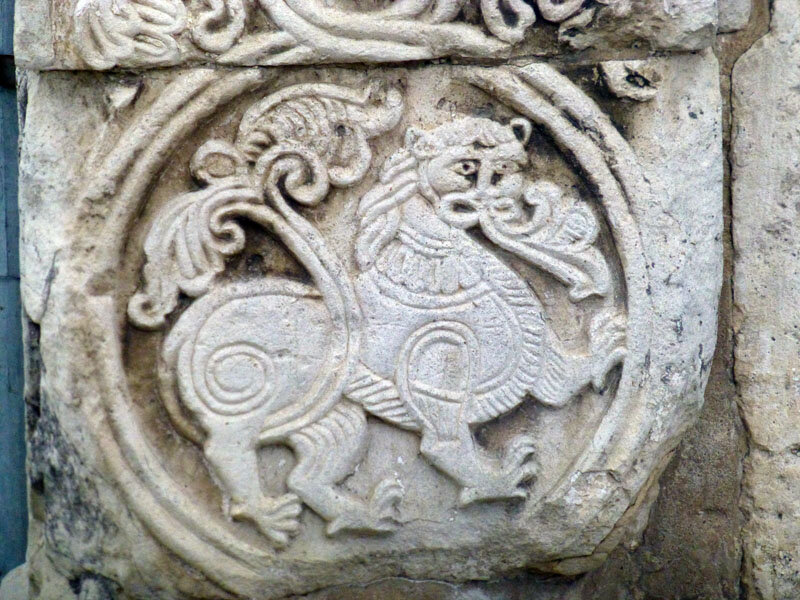
Гербовый лев Волжских Булгар - барельеф на Георгиевском соборе в Юрьеве-Польском
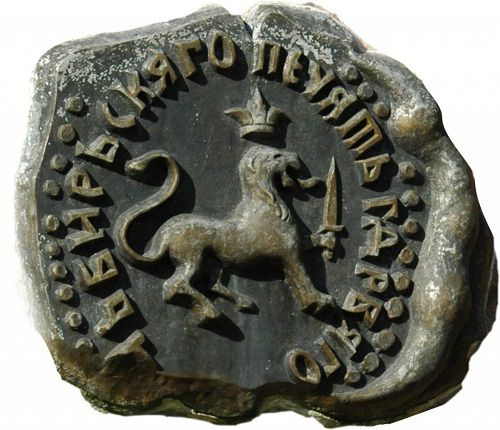
Печать г.Симбирска - Шагающий лев с высунутым языком

Известно, что Болгарская гербовая фигура использовалась для обозначения Болгарского царства и в Большой печати царя Иоанна IV. Печать представляла собой "шагающего льва". На археологических раскопках были найдены матрицы с изображением "шагающего льва с высунутым языком". Замена оригинального герба "с шагающим львом" на "шагающего агнца несущего черенка с крестом и красным знаменем, изображенным на ней золотого креста" заключалось в массовом христианизации Чувашского населения в XVI веке. При Екатерине II на титульном гербовнике появилась "Печать Болгарская" - с Божьим агнцем несущим красный хоруговь. В "Историческом словаре российских государей ..." А.Решетникова (1793 г.) Болгарский герб описан так: "БОЛГАРСКОЙ, в голубом поле, агнец серебрянный, носящий хоруговь красную". В геральдике: Агнец с крестом означает распятие, а с флагом или вымпелом - воскресение; Агнец - является символом молодой паствы (т.е. новокрещенных).
На гербах и печатях российских царей земли Волжской Булгарии представлял на зелёном поле серебряный идущий агнец с красной хоругвью, разделенной серебряным крестом; древко золотое.
Этот герб встречается на Большом гербе Российской империи 1882 года, в «Большой государевой книге…» 1672 года, упоминается в «Историческом словаре российских государей…» 1793 года (но с голубым полем) и т. д.
Ошибочное восприятие зверя на Болгарском гербе в Царском титулярнике как барса объясняется плохим качеством репродукции изображения, вследствие которого завитки шерсти на шкуре превратились в пятна.
В Манифесте о полном гербе империи (1800) герб Болгарский описан так: "В зеленом поле имеет белого Агнца с золотым сиянием около головы; в правой передней лапе держит оный христианское знамя".
Описание герба, утвержденное в 1857 году: "Герб Болгарский: в зеленом поле серебряный идущий агнец, с червленою хоругвию, на коей крест также серебряный; древко золотое".

Гербы времен царской России
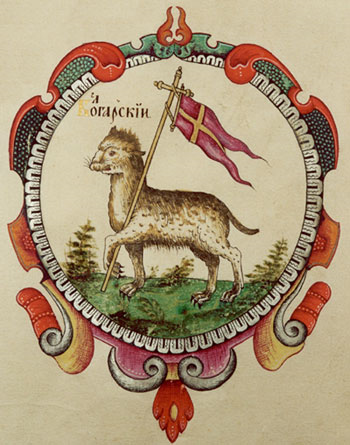
Печать «Болгарская» из царского титулярника 1672 года
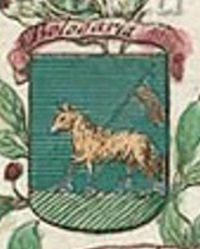
Российский герб Волжской Болгарии 1714 года
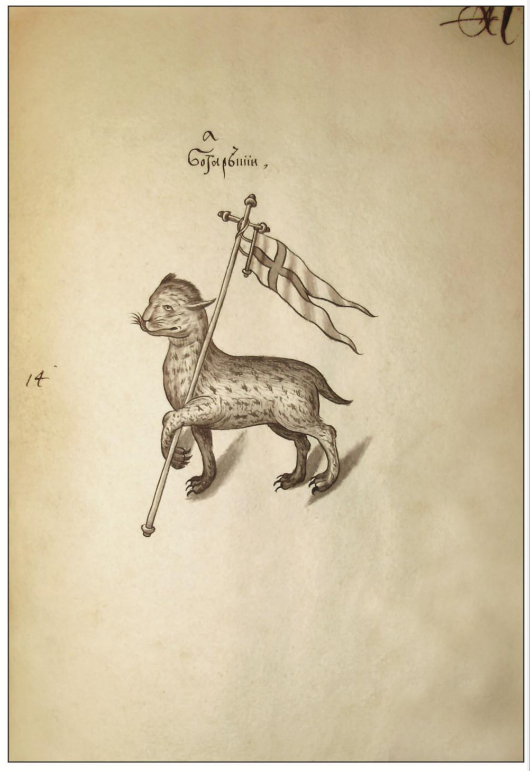
Российский герб Волжской Болгарии
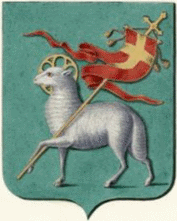
Российский герб Волжской Болгарии 1857 года
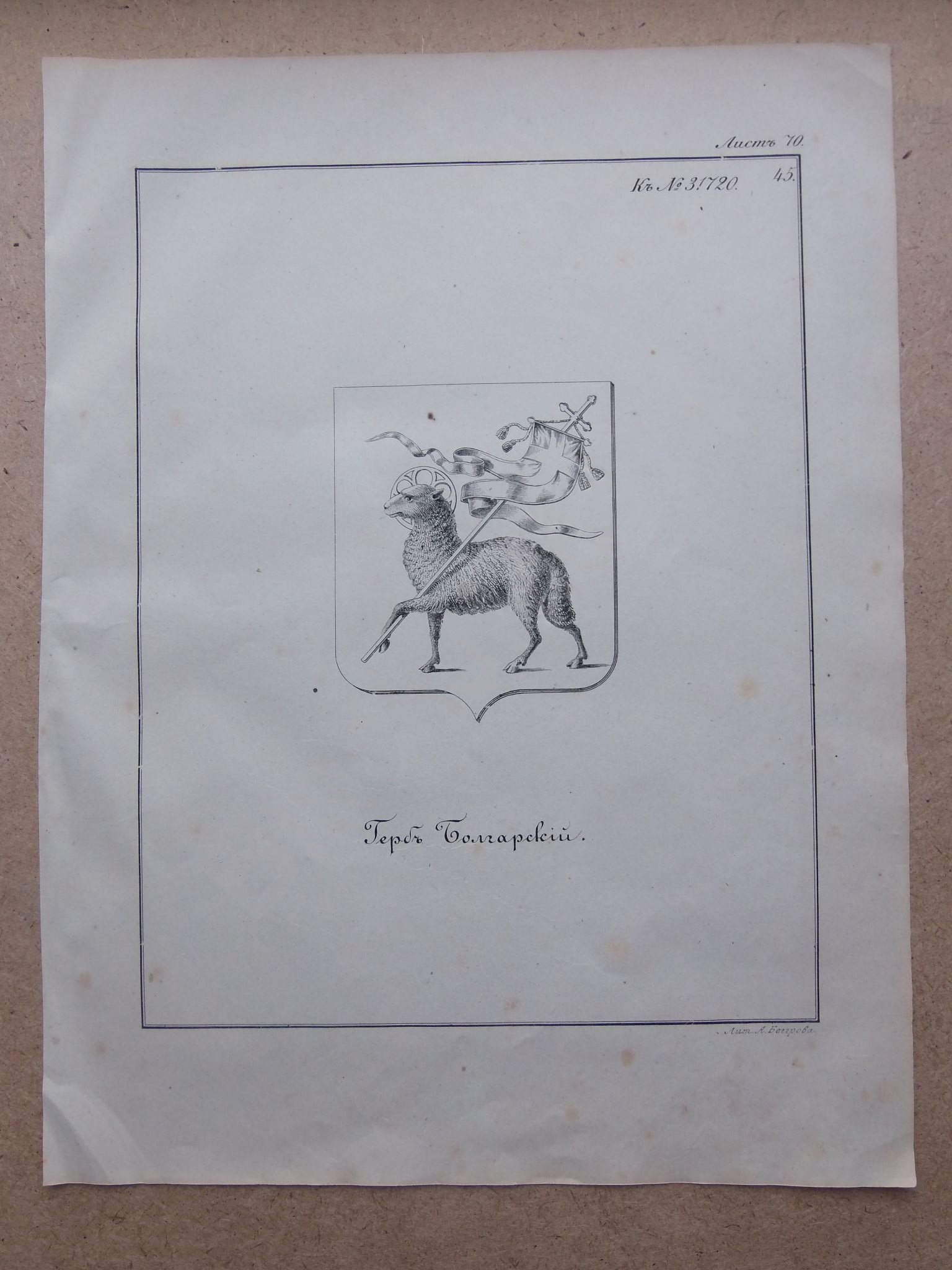
герб Болгарский 1857 года

Источник из книги утверждает что: Слова из договора между представителями чувашского народа и Московского княжества заключенного в 1551 году: «…Иван Грозный дал чувашам жалованную грамоту с золотой печатью. “Получившие ее, сделали для нее футляр в виде папки и для лучшего сбережения скрыли в землю”. ( Печать до сих пор не найдена и грамота...) 
Другой источник говорит что чуваши утверждают: «До селе хранятся в секрете грамоты у некоторых чувашских родов и что когда придет возможность вынуть из под спуда и предъявить эти заветные документы, которые возвратят их прежнюю вольную жизнь и поставят чуваш в завидное положение ». 

### Герб племени Сувар

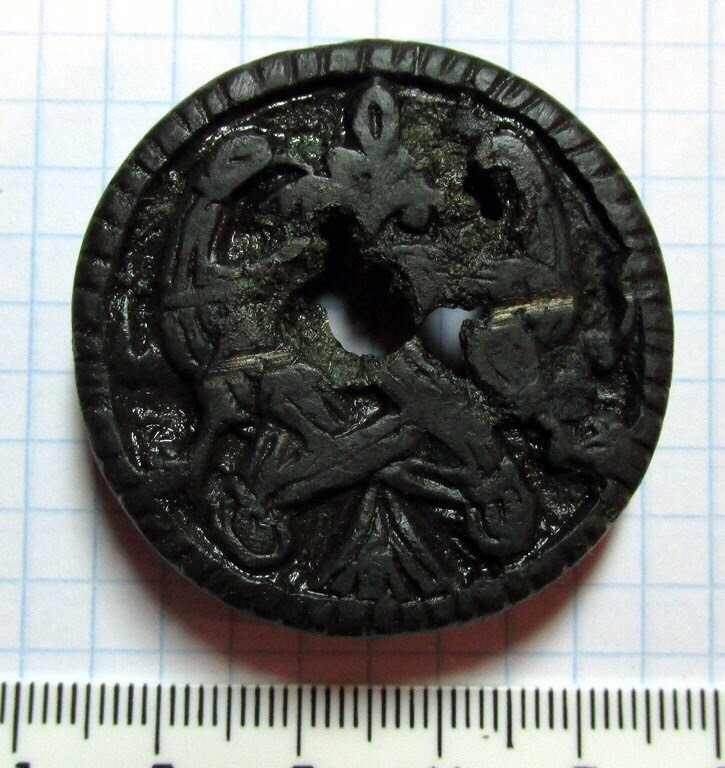
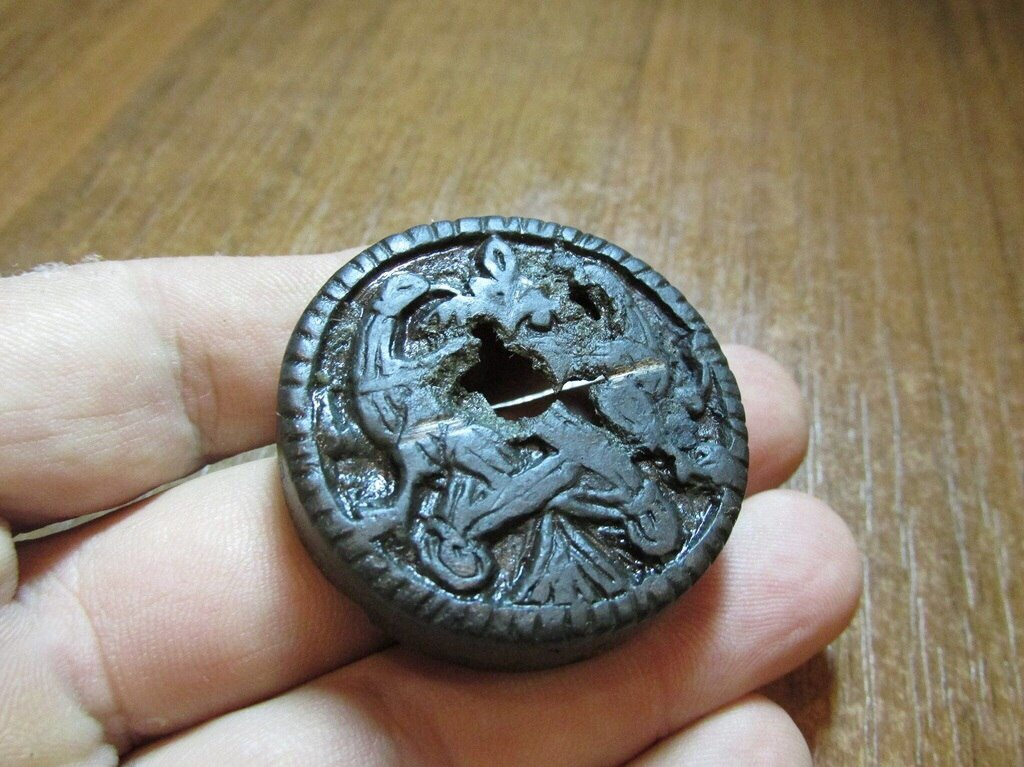
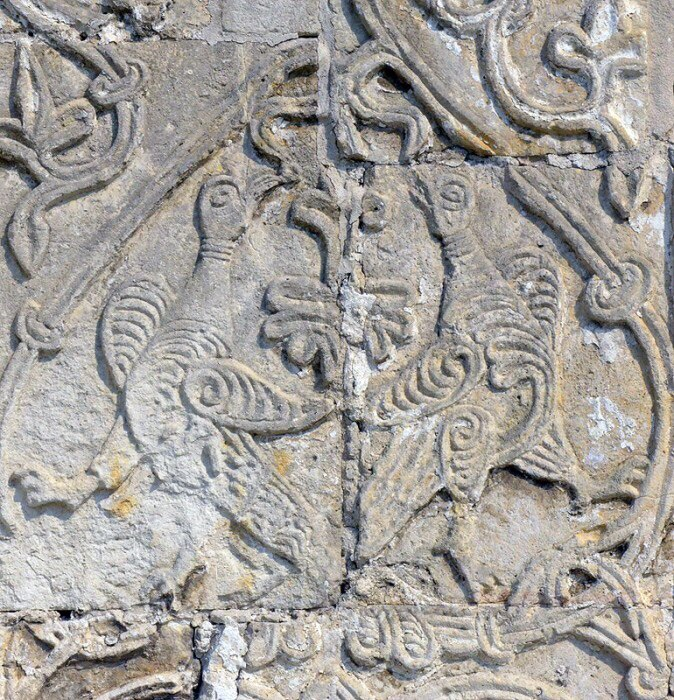

### 1918 год
24 января 1918 года на I Всероссийском чувашском военном съезде после недолго обсуждения был официально учрежден проект первого национального флага чувашского народа. Вопрос о гербе остался открытым, в конце работы съезда было решено о передаче этого вопроса образованному на съезде Чувашскому национальному военному совету «Канаш», который, по мнению своих создателей, должен был стать чувашским национальным парламентом.

### 1926 год
24 июня 1920 года был подписан декрет ВЦИК и СНК РСФСР об образовании Чувашской автономной области с центром в г. Чебоксары. 21 апреля 1925 года Чувашская автономная область была преобразована в Чувашскую АССР. Лишь в Конституции ЧАССР, принятой 31 января 1926 года, оговаривалось, что республика может иметь герб и флаг. 25 февраля 1926 года на заседании Президиума ЦИК ЧАССР была образована комиссия по разработке герба и флага республики. Был организован конкурс на лучший проект герба. После доработки проектов на заседании 10 декабря 1926 года комиссия постановила принять герб Чувашии. Рисунок герба по утверждённому описанию было поручено выполнить художнику П. Е. Мартенсу.
Государственный герб Чувашской Автономной Социалистической Советской Республики состоит из изображений в лучах солнца серпа и молота, расположенных крест-накрест, рукоятками книзу, окруженных венком, состоящим из колосьев с правой стороны и из дубовых и еловых веток с левой стороны, перевитым снизу лентой с красной каймой с чувашскими орнаментами на концах и с надписью в середине: «Пӗтӗм тӗнчери пролетарисем, пӗрлешӗр!». Над серпом и молотом помещается пятиконечная звезда. Вокруг венка надпись: «Чӑвашсен Автономлӑ Сотсиалисампа Совет Респуплӗкӗ» и «Р.С.Ф.С.Р.»

### 1927 год
Постановлением Президиума ЦИК ЧАССР от 3 января 1927 года был принят государственный герб ЧАССР с некоторыми изменениями. На II (VII) съезде Советов Чувашской АССР окончательно утвердил разработанный в 1927 году герб, приняв Постановление «О государственном гербе ЧАССР» 30 марта 1927 года.
Фон герба стал красным, а серп, молот, звёзды и лучи - золотыми.
Герб состоит из изображений на красном фоне в золотых лучах солнца золотых серпа и молота, расположенных крест-накрест рукоятками книзу, окруженных венком, состоящим из колосьев с правой стороны и дубовых и еловых веток с левой стороны, перевитым снизу лентой с красной каймой с чувашскими орнаментами на концах и с надписью в середине: «Пӗтӗм тӗнҭери пролеттарисем, пӗрлешӗр!». Над серпом и молотом помещается золотая пятиконечная звезда. Вокруг венка надпись с левой стороны: «'Ҭӑвашсен Автономлӑ Сотсиалисампа Совет Респуплӗкӗ», с правой стороны: «Чувашская Автономная Социалистическая Советская Республика» и внизу, между вышеуказанными надписями, инициалы: «РСФСР".

### 1931 год
В феврале 1931 года IV (IX) съезд Советов Чувашской АССР несколько изменил герб республики (Постановление от 12 февраля 1931 года «О государственном гербе и флаге Чувашской АССР»), чувашские национальные орнаменты было решено «изъять, как не отражающие правильную национальную политику пролетарского государства».
Герб состоит из изображений на красном фоне в золотых лучах солнца золотых серпа и молота, расположенных крест-накрест рукоятками книзу, окруженных венком, состоящим из колосьев с правой стороны и дубовых и еловых веток с левой стороны, перевитым снизу красной лентой с надписью в середине: «Пӗтӗм тӗнҭери пролеттарисем, пӗрлешӗр!». Над серпом и молотом помещается золотая пятиконечная звезда. Вокруг венка надпись с левой стороны: «Ҭӑвашсен Автономлӑ Сотсиалисампа Совет Респуплӗкӗ», с правой стороны - «Чувашская Автономная Советская Социалистическая Республика» и внизу, между вышеуказанными надписями, инициалы «РСФСР».

### 1937 год
18 июля 1937 года была принята новая (т.н. «сталинская») Конституция Чувашской АССР. Согласно тексту Конституции гербом Чувашской АССР стал герб РСФСР с некоторыми надписями по-чувашски.
Глава X. Герб, флаг, столица
Статья 111. Государственным гербом Чувашской Автономной Советской Социалистической Республики является государственный герб РСФСР, который состоит из изображения золотых серпа и молота, помещенных крест-накрест, рукоятками книзу, на красном фоне в лучах солнца и в обрамлении колосьев, с надписью «РСФСР» и «Пролетарии всех стран, соединяйтесь!» на русском и чувашском языках, с добавлением под надписью «РСФСР» буквами меньшего размера надписи «Чувашская АССР» на русском и чувашском языках.
Надпись на гербе выглядела следующим образом:
ЧУВАШСКАЯ АССР
ЧAВАШ АССР
ПРОЛЕТАРИИ ВСЕХ СТРАН, СОЕДИНЯЙТЕСЬ!

ПӖТӖМ ТӖНҬЕРИ ПРОЛЕТТАРИСЕМ, ПӖРЛЕШӖР!
Название республики на чувашском языке сначала (в 1940-е годы) писали в две строки, затем - в одну строку.

### 1978 год
Внеочередная VIII сессия Верховного Совета ЧАССР 9-го созыва 31 мая 1978 года утвердила новую Конституцию (Основной закон) ЧАССР. Символы республики, герб и флаг, описывались соответственно в ст. 157 и 158. В общем герб и флаг остались прежними, но с некоторыми незначительными изменениями. 6 июля 1978 года Указом ПВС Чувашской АССР утверждёно официальное изображение герба ЧАССР. Надпись названия республики вновь стала состоять из двух строк.
IX. Герб, флаг и столица Чувашской АССР
Статья 157. Государственным гербом Чувашской Автономной Советской Социалистической Республики является Государственный герб РСФСР, представляющий собой изображение серпа и молота на красном фоне, в лучах солнца и в обрамлении колосьев, с надписью: «РСФСР» на русском языке и «ПРОЛЕТАРИИ ВСЕХ СТРАН, СОЕДИНЯЙТЕСЬ!» на русском и чувашском языках с добавлением под надписью «РСФСР» буквами меньшего размера надписи «ЧУВАШСКАЯ АССР» на русском и чувашском языках. В верхней части герба - пятиконечная звезда.

### 1992 год - современный вариант
В декабре 1990 года был объявлен конкурс на разработку новых национальных символов, но ещё до объявления конкурса в комиссию поступило более 100 проектов. Среди авторов проектов были:
- Д. Ф. Мадуров: основной фигурой герба он сделал ласточку - любимую птицу чувашского божества Салти-тура. На груди ласточки символическое изображение сохи в обрамлении хлебных колосьев. В верхней части герба небесный свод «Кавак хуппи» и солнце. Герб окаймлён голубой лентой и ветвями хмеля. Флаг - жёлтое полотнище с красными полосами вверху и внизу, на полотнище основные элементы герба: лемех сохи, небесный свод, хлебные колосья.
- С. Н. Михайлов: герб и флаг выполнены по мотивам национальной вышивки, на них изображены 3 солнца, ось мира.
- Э. М. Юрьев: основной символ - вечное дерево в окружении дубовых веток.
- В. П. Мелекесс и А. И. Васильев (г. Тольятти, Куйбышевская область): синий овал с изображением венка из веток хмеля, перевязанного красными лентами с национальным орнаментом, внутри которого крестообразный знак с литерами «ЧАВАШЬЕН», над ним красная звезда, под ним солнце с лучами и «таблица» с девизом - «ЭПИР ПУЛНА, ПУР, ПУЛМАЛЛА»;
- А. В. Улангин (д. Татмыш-Югелево, Чувашия): хлебный венок, серп и молот, звезда, восходящее солнце на фоне синего круга с надписью «Чувашская Советская Республика»;
- С. А. Синдячкин (г. Новочебоксарск).

Предлагавшиеся варианты
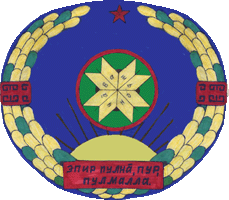
Проект В. П. Мелекесса и А. И. Васильева
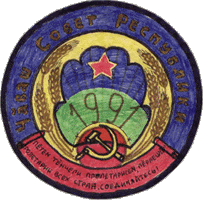
Проект А. В. Улангина
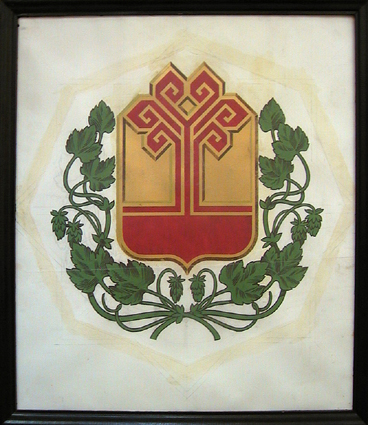
Проект Э. М. Юрьева
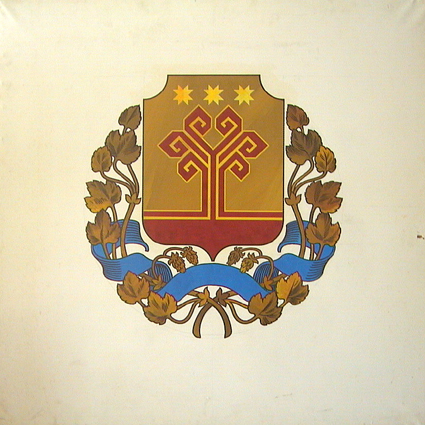
Проект Э. М. Юрьева
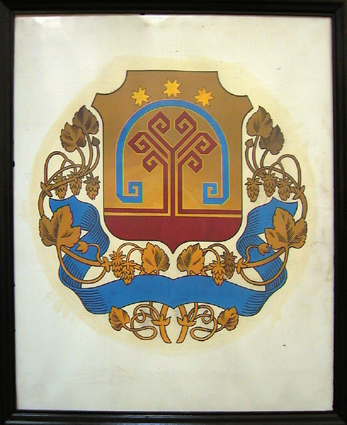
Проект Э. М. Юрьева
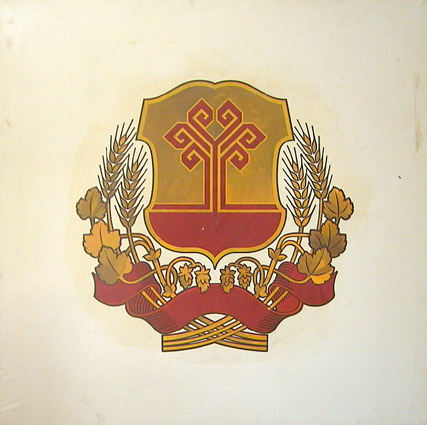
Проект Э. М. Юрьева
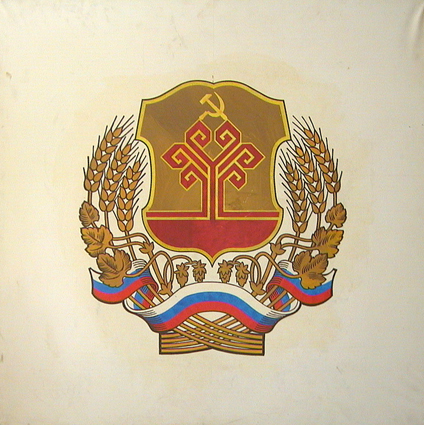
Проект Э. М. Юрьева

Членам специальной комиссии больше всего понравились работы Э. Юрьева. Одну из них с небольшими изменениями позже и утвердили официально.
29 апреля 1992 года Верховным Советом Чувашии принято постановление о Государственном гимне, гербе и флаге республики. Тем самым герб Чувашии стал выглядеть в том виде, которым является в нынешний момент.